# Urville-Nacqueville

Urville-Nacqueville este o comună în departamentul Manche, Franța. În 1 ianuarie 2018 avea o populație de 2.067 de locuitori.